# Jetra
Jetra (grč. hepar) je za život važan organ kod kralježnjaka, uključujući tu i ljude, te još nekih životinja. Jetra ima brojne važne funkcije za organizam kao što su npr. sinteza proteina, detoksifikacija kemijskih spojeva ili stvaranje biokemijskih molekula važnih za probavu. Najveća je žlijezda u tijelu.
Kod čovjeka jetra ima važnu ulogu u metabolizmu obavljajući mnoštvo funkcija, uključujući detoksifikaciju, odlaganje glikogena i proizvodnju krvnih bjelančevina. Jetra također proizvodi žuč, koji je važan prilikom probave. Medicinski termini koji su u vezi s jetrom, obično počinju s hepato- od grčke riječi za jetru, hepar.

## Jetra čovjeka

### Anatomija
Kod odraslih ljudi jetra je mekan, smeđocrveni organ klinastog oblika, najveći organ u trbušnoj šupljini, a nalazi se s desne strane trbušne šupljine, neposredno ispod ošita. Jetra je teška obično 1200-1600 g, a sastoji se od 2 režnja (lat. lobus), od kojih je desni oko 6 puta veći od lijevog. Desni režanj je gornjom granicom u visini petog rebra, a donji rub je na desnoj strani ispod prsnog koša. Lijevi režanj ide koso i svojim vrhom dotiče lijevu stanu dijafragme.
Gornja strana jetre (lat. facies diaphragmatica hepatis) jest konveksna i naliježe uz ošit i prednji trbušni zid. Pokrivena je peritoneumom i pričvršćena za ošit i prednji trbušni zid srpastom vezom (lat. ligamentum falciforme hepatis). 
U svojoj donjoj, slobodnom rubu ona sadrži oblu svezu jetre (lat. ligamentum teres hepatis), zaostatak pupčane vene (lat. vena umbilicalis). Njena dva lista se razdvajaju kod stražnjeg ruba jetre i nastavljaju gornji list vjenačne vene (lat. ligamentum coronarium hepatis). 
Donja strana (lat. facies visceralis hepatis) jeste konkavna i spušta se koso prema dolje i u desno i naliježe najprije na jednjak i prednju stranu želuca, a zatim na gornji dio duodenuma, na desni kut debelog crijeva, na desni bubreg i na desnu nadbubrežnu žlijezdu. Na donjoj strani jetre nalaze se tri žlijeba, jedan poprečni i dva sagitalna, koji skupa oblikuju slovo H. Poprečni žlijeb predstavlja hilus ili portu jetre (porta hepatis), kroz koji prolaze krvne žile, živci i žučni kanali. Lijevi sagitalni žlijeb je u vidu duboke pukotine, (lat. fissura sagittalis sinistra), koja u svom prednjem dijelu sadrži lig. teres hepatis, a u svom zadnjem dijelu lig. venosum. U prednji dio desnog žlijeba naliježe žučni mjehur, koja odgovara udubini (lat. fossa vesicae fallae).
Jetra se sastoji od dva nejednaka režnja, desnog (lat. lobus dexter) i lijevog (lat. lobus sinister), od kojih je prvi znatno veći. Granicu između režnjeva jetre označavaju na njenoj gornjoj strani srpasta veza (lat. lig. falciforme hepatis), a na njenoj donjoj strani lijevi sagitalni žlijeb (lat. fisura sagittalis sinistra). Na donjoj strani jetre desnim sagitalnim žlijebom izdvijeni su nepotpuno od desnog režnja dva manja, prednji, četvrtasti (lat. lobus quadratus) i stražnjki, repati (lat. lobus caudatus).
Jetra je ovijena vezivnom ovojnicom, lat. capsula fibrosa hepatis, (naziva se i Glissonova ovojnica), koja se u području jetrenih vrata (lat. porta hepatis' mjesta gdje u jetru ulaze jetrene arterije i vena porte) naziva lat. capsula fiborsa perivascularis. Kroz jetrena vrata na donjoj strani jetre, između desnog i lijevog režnja, ulaze grane jetrene arterije ((lat. arteria hepatica propria) i portalne vene (lat. vena porte) u jetru zajedno s tračicma ovojnice, zatim se te strukture granaju do razine temeljene građevne jedinice jetre, jetrene režnjiće.
Jetra, naime, posjeduje dvostruki krvožilni sustav. Oko 80% krvi ulazi u jetru portalnim krvotokom kroz venu porte, a oko 20 % kroz arteriju hepatiku. Jetra je na taj način bogato opskrbljena krvlju, optok iznosi oko 1,5 litar u minuti. Hepatičnom arterijom jetra dobiva hranu i kisik, a portalnim krvotokom u nju dospijevaju hranjive tvari i ostali sastojci koji su apsorbirani u probavnom sustavu (tanko crijevo, debelo crijevo), te se u jetri uglavnom i metaboliziraju.

### Histologija
Jetra je sastavljena od velikog broja temeljnih funkcionalnih jedinica koje se nazivaju jetreni režnjići (lobul). Jetreni režnjić je heksaedričnog oblika. U središtu lobula nalazi se centralna vena, oko koje se zrakasto šire gredice jetrenih stanica hepatocit.
Gredica se sastoji od dva niza heptocita između kojih se nalazi žučni kanalić. Jetreni režnjići su međusobno razdvojeni vezivnom pregradom koja sadrži venule nastale grananjem portalne vene i jetrene arteriole nastale grananjem jetrenih arterija, te žučne kanale i limfne žile. Venska krv iz portalnih venula u vezivnim pregradama teče jetrenim sinusoidama prema središtu jetrenog režnjića u centralnu venu. Jetrene sinusoide se sadrže brojne otvore te tvari iz venska krv lako odlaze u prostor između stanica stijenke sinusoida i jetrenih stanica. Taj prostor se naziva Disseov prostor, iz kojega tekućina odlazi u limfne žile.  
Centralne vene svakog režnjića ulijevaju se u veće sabirne vene, sve do jetrenih vena (4-5 jetrenih vena) koje se ulijevaju u gornju šuplju venu (lat. vena cava inferior).
Druge vrste stanice, Kupfferove stanice, raspoređene su uz stijenke jetrenih sinusoida i pripadaju retikuloendotelnom sustavu. Odnos Kupfferovih i parehimatoznih jetrenih stanica u tkivu jetre je 3:17. Metaboličke funkcije vrše se u parenhimatoznim stanicama, hepatocitima, dok su Kupfferove stanice dio retikuloendotelnog sistema i imaju sposobnost fagocitiranja.
U jetrenim stanicama hepatocitima stvara se žuč koja žučnim kapilarama (kolangiole), koje se nalaze između između dvostrukih redova hepatocita u jetrenom režnjiću, te izlazi iz lobula formirajući interlobularne kanaliće. Iz tih kanalića žuč odlaze u sve veće vodove sve do 5-6 cm dugog zajedničkog žučnog voda (lat. ductus hepaticus communis), koji nastaje spajanjem lijevog i desnog žučnog voda. Ti kanalići su omotani vezivnim tkivom. 
Zajednički jetreni vod s izvodnim kanalom (lat. ductus cysticus) žučnog mjehura stvara glavni žučovod (lat. ductus choledochus). Sustavom žučnih kanala izlučuju se žuč i u njoj otopljene tvari iz jetre u žučni mjehur.

### Funkcija jetre
Najveća je žlijezda u ljudskom organizmu, a služi za skladištenje hranjivih tvari te neutraliziranje štetnih.
Jetra ima vrlo važnu ulogu u nizu metaboličkih, kako kataboličkih tako i anaboličkih procesa, pa se stoga naziva „centralnom laboratorijom“ organizma. U njoj se odvija veliki dio metabolizma ugljikohidrata, lipida, proteina i drugih dušikovih tvari. U jetri se također vrši proces detoksikacije, konjugacije i esterifikacije. Metaboličke funkcije vrše se u parenhimatoznim stanicama, hepatocitima, dok su Kupfferove stanice dio retikuloendotelnog sistema i imaju sposobnost fagocitiranja. Danas je već poznato i koje subcelularne organele vrše pojedine od navedenih funkcija.
Mitohondriji sadrže enzime potrebne u metaboličkim reakcijama ugljikohidrata, proteina i lipida. U njima se odvijaju procesi oksidativne fosforilacije i stvaranja energetskih bogati spojeva ATP. Ribosomi sadrže ribonukleinsku kiselinu RNK i tu se vrši proces sinteze proteina i proces konjugacije. U grubim i glatkim membranama endoplazmatskog retikuluma i ribosomima aktiviraju se aminokiseline za sintezu proteina, vrši se sinteza kolesterola, konjugacija bilirubina i detoksikacija lijekova i drugih tvari, dok se transport i sekrecija bilirubina pripisuje golgijevom aparatu. Lizosomi sadrže razne enzime, npr. kisele hidrolaze, proteaze, a neki od njih sudjeluju u metabolizmu žučnih boja, željeza i bakra. 

### Uloga krvožilnog sustava jetre
Krvožilni sustav jetre služi kao dodatni spremnik krvi, u kojem se uobičajeno nalazi oko 500 mL krvi, a dodatno može primiti do 1 litre krvi. U limfnim žilama jetre stvara se 50% ukupne limfe u tijelu, dok Kuppferove stanice uklanjaju bakterije koje se iz probavnog sustava apsorbiraju zajedno s hranjivim tvarima.

### Uloga jetre u metabolizmu
Jetra ima važnu ulogu u metabolizmu masti, ugljikohidrata, te najvažnije proteina ljudskog tijela. Uz to u jetri se stvara dio faktora zgrušavanja krvi, pohranjuje se željezo, različiti vitamini, te sudjeluje u detoksifikaciji tvari.

#### Uloga jetre u metabolizmu ugljikohidrata
U jetra se odvijaju važni procesi u metabolizmu ugljikohidrata, kao što su: 
- glukoneogeneza - stvaranje glukoze iz aminokiselina i glicerola
- održavanje normalne koncentracija glukoze u krvi između obroka, pohranjivanjem i otpuštanjem glikogena
- pretvorba fruktoze i galaktoze u glukozu

#### Uloga jetre u metabolizmu masti
U jetri se stvara većina lipoproteina, ugljikohidrati i proteini se pretvaraju u masti, sintetizira se velika količina kolesterola, iskorištavanje masti za dobivanje spojeva (acetil koenzim A) koji se dalje u ostalim stanicama tijela koriste za dobivanje energije u cikluse limunske kiseline.
Jetra ima važnu ulogu u metabolizmu lipida. U tom se organu vrši sinteza masnih kiselina, fosfolipida, kolesterola i lipoproteina. U jetri se vrši esterifikacija kolesterola i stvaranja žučnih kiselina, kao i metabolička razgradnja masnih kiselina, te stvaranja ketonskih tijela. U praksi se u dijagnostici bolesti hepatobilijarnog trakta najviše određuje koncentracija kolesterola. On se najvećim dijelom sintetizira u jetri iz aktivnog acetata (acetil koenzim A), a jetra je i organ preko kojeg se kolesterol izlučuje u žuč. U jetri se vrši esterifikacija kolesterola s masnim kiselinama uz sudjelovanje enzima acil-kolesterol-acil-transferaza (ACAT), dok u krvi enzim lecitin-kolesterol-acil-transferaza (LCAT), pri čemu se masna kiselina prenosi s lecitina i veže na C3 atom kolesterola. Određivanje koncentracije ukupnog kolesterola u serumu korisno je za razlikovanja opstruktivnog i hepatocelularnog ikterusa. U opstruktivnom ikterusu koncentracija kolesterola u serumu raste do visokih vrijednosti, te postoje određena povezanost i s povišenjem koncentracije bilirubina i aktivosti alkalne fosfotaze. Nasuprot tome, kod hepatocelularnog ikterusa kolesterol je normalan ili tek slabo povišen. Međutim, kod opstruktivnog ikterusa uzrokovanog malignom bolesti, obično izostaje porast serumskog kolesterola. Općenito se kod malignih bolesti često nalazi niska koncentracija kolesterola. Teška oštećenja jetre (npr: ciroza jetre ili toksični hepatitis) smanjuju sintetsku i esterifikacijsku funkciju jetre, pa se u tim stanjima mogu naći niske koncentracije kolesterola, čak ispod 2,6 mmol/L. Takav je nalaz uvijek znak vrlo teškog ostećenja s jako oslabljenom funkcionalnom sposobnošću jetre.

#### Uloga jetre u metabolizmu proteina
Najvažniji dio metaboličkih funkcija jetre, odnosi se na metabolizam proteina. U jetri se odvijaju reakcije u kojima se stvara karbamid (iz amonijaka), stvaraju se brojne bjelančevine plazme, odvijaju se reakcije u kojima iz jednih aminokiselina se stvaraju druge.

#### Funkcija jetre u konjugaciji i detoksikaciji
Razne toksične i organizmu strane tvari konjugiraju se u jetri s glukuronskom ili sumpornom kiselinom ili glicinom i time se prevode u netoksične i bolje topive spojeve koji se zatim izlučuju iz tijela. Tako se indol apsorbiran iz crijeva oksidira u jetri u indoksil i konjugira s glukuronatom ili sulfatom i kao takav izlučuje urinom kao indikan. Tako se i salicilna kiselina, mentol, kamfor, fenol i druge tvari i lijekovi vežu u glukuronide ili sulfate. Na taj način jetra vrši detoksikaciju, iako možda taj izraz nije sasvim dobar, jer se mnogi spojevi koji se stvaraju u organizmu i nisu toksični, kao npr. bilirubin i neki hormoni, također konjugiraju i izlučuju kao glukuronidi ili sulfati. Osim s glukuronatom ili sulfatom jetra vrši konjugaciju i s glicinom pa se tako salicilna, nikotinska ili benzojeva kiselina mogu vezati s glicinom u salicilurnu, nikotinurnu i hipurnu kiselinu.
Da bi se ispitala funkcija jetre u konjugaciji i detoksikaciji, predloženo je više metoda, a sve se temelje na tome da se pacijent optereti nekom tvari koja se u jetri konjugira, a potom se ispituje koliko se glukuronida ili sulfata poslije toga nalazi u krvi ili izlučenih u urinu. Od svih tih testova najviše se koristio test sinteze hipurne kiseline nastale konjugacijom benzoata s glicinom. Taj se test prije dosta koristio u ispitivanju funkcije jetre, a danas se, kao i drugi testovi opterećenje, manje koristi, jer se dijagnostika jetrenih bolesti više koristi enzimatskim testovima.
Test sinteze hipurne kiseline:
Benzojeva kiselin se u jetri konjugira s glicinom u hipurnu kiselinu, koja se izlučuje urinom. U zdravoj jetri ova sinteza se brzo odvija, pa se već nakon nekoliko sati najvećim djelom izlučuje hipurna kiselina. Ona se može iz urina istaložit u obliku igličastih kristala i mjeriti gravimetrijski ili titracijom s natrijevom bazom.

### Promjene aktivnosti enzima u bolestima hepatobilijarnog trakta
Određivanje aktivnosti raznih enzima u krvnom serumu ima u bolestima jetre i žučnih vodova vrlo veliku dijagnostičku vrijednost. Posljednjih 30 godina, razvojem kliničke enzimologije, znatno su se povećale mogućnosti ispitivanja hepatobilijarnog trakta i poboljšala diferencijalna dijagnostika tih bolesti. Dok su se prije labaratorijskim testovima mogli uglavnom registrirati samo funkcionalni poremećaji, a koji se katkad javljaju dosta kasno, tek nakon lezije tkiva, enzimski testovi većinom ukazuju na anatomske promjene, dakle već na samu leziju. Na propusnost i integritet jetrenih stanica ukazuju aktivnosti nekih enzima koji pri procesima koji uzrokuju promjene propusnosti staničnih membrana ili nekrozu stanica prelaze iz oštećenih stanica u krvotok, pa se time povećava aktivnosti tih enzima u serumu ili plazmi. Na osnovi enzimske slike može se zato upoznati priroda i intenzitet patološkog procesa. Enzimi hepatobilijarnog trakta mogu se svrstati u 3 skupine:
- 1. Enzimi koji se sintetiziraju u jetri i luče u krvotok, stvaraju se u stanicama jetrenog parenhima i izlučuju u krv, u kojoj obavljaju svoju fiziološku funkciju. U ovu grupi ubrajaju se: koagulacijski faktori i kolinesteraza. Smanjena aktivnost kolinesteraze obično se nalazi kod kroničnih bolesnika jetre kad jetra postane funkcionalno insuficijentna.
- 2. Indikatorski enzimi – nazivamo enzime koji prilikom oštećenja stanica izlaze u krv, te upozoravaju da postoji lezija zbog koje je omogućen prelazak sadržaja oštećenih stanica u krv. Tu spada relativno mnogo enzima: AST, ALT, LDH, SDH, GLDH, ICDH, GGT, aldolaza, alkalne fosfataze itd. Bitni su za enzimsku sliku jetre. Neki od ovih enzima najviše rastu u akutnom hepatitisu.
- 3. Enzimi lokalizirani u epitelu žučnih vodova – ima dosta GGT, LAP i alkalne fosfataze. Prilikom opstrukcije žučnih puteva, uslijed lezije epitela enzimi prelaze u serum gdje se onda nalazi povećana aktivnost.

U bolestima hepatobilijarnog trakta, ovisno o kojoj bolesti se radi, dolazi do promjena aktivnosti mnogih enzima, kao: aminotransferaza, aldolaze, laktat-dehidrogenaze, sorbit-dehidrogenaze, glutamat-dehidrogenaze, ceruloplazmina, leucin-aminopeptidaze, y glutamiltreansferaze, alkalne fosfataze, 5-nukleotidaze, izocitrat-dehidrogenaze, malat-dehidrogenaze, glukoza-6-fosfat-dehidrogenaze (ulazi u proces glikolize, a nastao glukogenolizom izravno iz glukoze), ornitin-karbamiltransferaza, guanaze itd.
Kliničko značenje. U infektivnom hepatitisu znatno je povećana aktivnost indikatorskih enzima u serumu. Ti enzimi, zbog promjene propusnosti stanične membrane i oštećenja tkiva uzrokovanih upalnim procesom, prelaze u većim količinima iz stanica u krvnu cirkulaciju, što izaziva porast njihove aktivnosti u krvnom serumu. Najviše raste aktivnost serumskih aminotransferaza, AST-a do 50, a ALT-a i do 100 puta više od granice referentnih vrijednosti. Pri tome je karakteristično da je aktivnost ALT-a veća od aktivnosti AST-a, tj. nalazi se inverzija koeficijenta AST/ALT, tzv. DeRitisovog koeficijenta, pa je ovaj u infektivnom hepatitisu manji od 1, i u prosjeku iznosi oko 0,63. Aktivnost ostalih indikatorskih enzima u serumu također je povišena, ali ne toliko kao aminotransferaza. 
Aktivnost aldolaze i glutamat-dehidrogenaze mogu porasti 10-15 puta iznad granice referentnih vrijednosti, a laktat-dehidrogenaze i y-glutamiltransferaze nešto manje. Aktivnost sorbit-dehidrogenaze, enzima karakterističnog za jetru, može u serumu porasti i do 70 puta iznad normale. Za prognozu i ocjenu težine bolesti značajan je upravo intenzitet porasta aktivnosti SDH i GLDH.
U teškim slučajevima bolesti aktivnosti tih enzima u serumu vrlo su velike, GLDH je veća od 20 U/L, a SDH od 50 U/L. Kako lezija stanica prethodi slabljenju funkcije jetre, to i porast aktivnosti enzima, osobito aminotransferaza, počinje prije nego što se pojave patološki ispadi «klasičnih» testova, npr. porast koncentracije bilirubina u serumu, promjena odnosa proteinskih frakcija koje se očituju u elferogramu i flokulacionim testovima i dr. Tako aktivnost aminotransferaza u serumu počinje rasti i do 3 tjedna prije ostalih labaratorijskih pokazatelja, što je važno za ranu dijagnozu akutnog hepatitisa. 
Aktivnosti enzima koji se nalaze u epitelu žučnih puteva ili se izlučuju putem žuči, kao alkoholne fosfataze ili LAP-a u akutnom hepatitisu, malo se povisuju, 2-3 puta, a ponekad se, iako rjeđe, nalaze i normalne aktivnosti, npr. alkalne fosfataze. Aktivnost GGT, budući da se nalazi uglavnom u epitelu žučnih puteva, ali je nešto ima i u jetrenom parenhimu, poraste nešto više, ali rijetko preko 200 U/L. Inače se općenito porast aktivnosti GGT u serumu smatra jednim od najosjetljivijih znakova oštećenja jetre.
Aktivnost kolinesteraze ne pokazuje neke značajnije promjene, tek ako se funkcionalna sposobnost jetre smanji, snizuje se aktivnost kolinesteraze.
Aktivnost enzima u serumu obično su normalne ili granične u perzistirajućem kroničnom hepatitisu. Nešto mogu biti povišene u serumu aktivnosti GGT i ornitin-karbamiltransferaze. Nasuprot tome, u agresivnom kroničnom hepatitisu aktivnosti indikatorskih enzima u serumu rastu slično kao u cirozi jetre. DeRitisov koeficijent AST/ALT obično je iznad jedan. 
Aktivnost GGT je visoka, a naročito u hepatitisu uzrokovanom alkoholom porast aktivnosti GLDH i veći porast aktivnosti AST-a od ALT-a ukazuju na nekrotične krize. U nekrotskim krizama aktivnosti aminotransferaza, GGT, GLDH, SDH mogu biti vrlo visoke. U kroničnom hepatisu nalazi se oslabljena funkcija jetre, a to uzrokuje često sniženu aktivnost kolinesteraze.
U cirozi jetre povisuju se aktivnosti aminotransferaza do oko pet puta, i obično AST-a više od ALT-a, a ostalih indikatorskih, enzima, kao aldolaza, LDH, SDH, nešto manje. Aktivnost alkalne fosfataze također se umjereno povisuje. Međutim, za cirozu je karakterističan jači porast aktivnosti GGT i GLDH. Aktivnost GGT je osobito visoka, i od 1000 U/L, nekad i više, u cirozi alkoholičara. Taj porast GGT u cirozi alkoholičara posljedica je toksičnog efekta alkohola na mikrosome i indukcije tog enzima alkoholom. Međutim, u cirozi aktivnosti enzima mogu biti i slabije povišene, nekad čak i normalne, a to ovisi o fazi u kojoj se bolest nalazi. U terminalnoj fazi, kada je funkcionalno aktivno tkivo već reducirano nemaju se više odakle enzimi izlučivati u cirkulaciju, pa se njihove aktivnosti u serumu snizuju. Ali što više funkcija jetre slabi, sve se više snizuje aktivnost serumske kolinesteraze, i to je karakterističan nalaz u cirozi jetre.
Enzimski testovi vrlo su korisni za razlikovanje hepatocelularnog i opstruktivnog ikterusa. U opstruktivnoj žutici obično su aktivnosti aminotranferaza i ostalih indikatorskih enzima umjereno povišene u serumu, uz jači porast aktivnosti alkoholne fosfataze 7a, GGT, LAP i ceruloplazmina. Za razliku od hepatocelularne, u opstruktivnoj žutici obično je DeRitisov koeficijent normalan, tj. aktivnost AST-a je veća od aktivnosti ALT-a. Za diferencijalnu dijagnozu je od važnosti i odnos aminotransferaza i alkalne fosfataze. Dok je ALT/AP u akutnom hepatitisu veći od 25, pa čak i od 50, u opstruktivnoj žutici taj je odnos obično oko 1 ili nešto veći ili manji. Enzimska slika ponekad omogućuje da se opstruktivni ikterus izazvan konkrementima razlikuje od onog izazvanog malignim procesom jer je u ovom posljednjem slučaju obično snižena aktivnost kolinesteraze i jače povišena aktivnost alkalne fosfataze. Ako su već prisutne metastaze, često se nalazi i jači porast aktivnosti aldolaze i LDH.
U hepatocelularnom ikterusu s kolestazom slika je miješana, pa nalazimo aktivnost enzima u serumu koja ukazuju i na oštećenja jetre i na kolostazu, tj. uz visoke aktivnosti aminotransferaza i ostalih indikatorskih enzima i relativno visoke aktivnosti alkalne fosfataze, GGT i LAP. Korisne podatke u diferencijalnoj dijagnostici bolesti hepatobilijarnog trakta daje određivanje više enzima i njihovi međusobni odnosi. 

#### Referetne vrijednosti jetrenih enzima
Normalne vrijednosti pojednih enzima jetre i najčešći uzorci njihovog poremećaja:
- ALT normalna: muški: 12-48 U/L, ženski: 10-36 U/L. Povišene vrijednosti ukazuju na akutno oštećenje jetre, najčešće izazvano terapijom antibioticima, unosom gaziranih pića, sokova. Uzroci povišene vrijednosti su:
  - 1.Virusni hepatitis
  - 2.Toksični hepatitis
  - 3.Šok jetre
  - 4.Infektivna mononukleoza
  - 5.Alkoholni hepatitis
  - 6.Polimiozitis.

- AST normalna: muški 11-38 U/L, ženski: 8-30 U/L. Povišene vrijednosti ukazuju na značajno oštećenje jetre ili neka druga oboljenja kao što su: 
  - 1.Hepatocelularno oštećenje (virusni, toksični, alkoholni hepatitis, šok jetre)
  - 2.Infarkt miokarda
  - 3.Hemoliza in vivo
  - 4.Bolest skeletnih mišića
  - 5.Infarkt pluća
  - 6.Posthepatična bilijarna opstrukcija.

- GGT normalna: muškarci 11-55 U/L; žene 9-35 U/L. Povišene vrijednosti se najčešće javljaju kod alkoholičara i znak su oštećenja jetre.

- Bilirubin ukupni normalan: 5,1-17.0 μmol/L. Povišene vrijednosti se javljaju kod oštećenja jetre i opstrukcije žučnih puteva. Pored toga znak je:
  - 1.Insuficijencije jetre
  - 2.Ekstrahepatična opstrukcije
  - 3.Hemolize
  - 4.Kod novorođenčeta uslijed raznih uzroka kao fiziološka hiperbilirubinemije
  - 5.Gilbertov sindrom.

- Albumini normalna 40,6-51,4 g/L. Uzrok povišenih vrijednosti dehidracija. Uzroci sniženih vrijednosti: akutna upala i insuficijencija jetre sa smanjenom sintezom albumina.

- Referentne vrijednosti za alkalnu fosfatazu ovise o dobi i razlikuju se kod određenih populacija (muški: 60-142 U/L; ženski dob <50 g. 54-119 U/L; ženski dob >50 g. 64-153 U/L), a uzroci povišenih vrijednosti:
  - 1.Intrahepatalna kolestaza
  - 2.Ekstrahepatična kolestaza
  - 3.Osteoblatična bolest
  - 4.Tumor koji stvara alkalnu fosfatazu
  - 5.Trudnoća
  - rijedak uzrok sniženih vrijednosti je hipofosfatemija

### Metabolizam bilirubina
Bilirubin nastaje nizom reakcija iz hemoglobina. Hemoglobin se oslobađa prilikom raspadanja eritrocita u stanicama retikuloendotelnog sustava, prvenstveno u slezeni, koštanoj srži i jetri. Cijepanjem metenskog mosta između prvog i drugog pirolnog prstena otvara se porfirinski prsten i nastaje spoj biliverdin-željezo-globin, koji se naziva još koleglobin ili verdohemoglobin. Reakciju katalizira enzim hemoksigenaza uz kisik i NADPH2. Tada se otcjepljuje željezo i globin, a sam biliverdin se reducira u bilirubin djelovanjem enzima biliverdin reduktaze. Sve te reakcije odvijaju se u retikuloendotelnom sistemu (RES). Iz stanica RES-a bilirubin dospijeva u krvotok, te se u krvi veže na albumin i kao takav (prije se nazivao indirektni bilirubin) posebnim aktivnim transportnim sustavom ulazi u jetrene sinusoide i iz njih u stanice jetrenog parenhima (hepatocite). Tu se odvaja albumin, a bilirubin se konjugira u endoplazmatskom retikulumu. Time netopivi bilirubin prelazi u topivi oblik. Ovaj konjugirani bilirubin prije se nazivao direktni bilirubin. Pri spomenutim procesima važan je aktivan transport bilirubina od sinusoida kroz jetrenu stanicu do žučnih kanalića, u čemu igraju ulogu neke subcelularne strukture, lizosomi i Golgijev aparat. Sa žuči bilirubin dospijeva u tanko crijevo, gdje se oslobodi iz glukuronida djelovanjem glukuronidaze i pod utjecajem djelovanja anaerobne crijevne flore reducira u urobilinogen. Urobilinogen se dijelom izlučuje preko debelog crijeva u stolicu, a drugi dio urobilinogena vraća se enterohepatalnom cirkulacijom, portalnim krvotokom u jetru. Iz jetre se ponovo izlučuje u tanko crijevo, a dijelom preko hemoroidalnog venskog spleta (lat. plexusa hemorrhoidalesa) u sustavni krvotok, te dospijeva u bubrege i izlučuje se kao mokraćni urobilinogen u količini od 0,85 do 6,76 mol (0,5-4 mg) dnevno.
U hemolitičkoj žutici hemoglobin se razgrađuje u većoj količini u RES-u zbog hemolize eritrocita. Zbog toga se povećava koncentracija bilirubina vezanog za proteine u krvotoku. Ako stvaranje bilirubina u RES-u poraste trostruko od normalnog, jetra, iako zdrava i funkcionalno sposobna, ne može više svu tu količinu bilirubina primati i dalje metabolizirati, pa dolazi do žutice. Jetra pojačano metabolizira bilirubin i izlučuje ga konjugiranog s glukuronatom u žuč i preko nje u crijevo. Zbog toga raste i fekalni sterkobilinogen, što izaziva tamnu boju stolice. U žuči se također povećava koncentracija bilirubina i to izaziva predispoziciju za stvaranje žučnih kamenaca. Sterkobilinogen se u većoj količini vraća enterohepatičnom cirkulacijom u jetru. Jetra opet ne može svu tu količinu primiti i ponovo izlučiti, pa više žučne boje dospijeva krvotokom u bubrege te se više urobilinogena izlučuje urinom.
Normalne vrijednosti bilirubina u krvi su za:
- ukupni bilirubin: 3-20 µmol/L
- konjugirani bilirubin: < 4,3 µmol/L

#### Žutica
Žutica (lat. icterus) je povišenje koncentracije bilirubina u krvnom serumu (hiperbilirubinemija) koja ima za posljedicu pojavu žute boje kože, sluznica i bjeloočnica. Prema uzroku hiperbilirubinemije razlikujemo razne tipove žutice, a diferenciranje žutice jedno je od osnovnih problema u diferencijalnoj dijagnostici bolesti hepatobilijarnog trakta. Razlikujemo četiri tipa žutice:
- 1. hemolitička žutica, uzrokovana povećanim raspadom eritrocita i razgradnjom hemoglobina,
- 2. opstruktivna žutica, uzrokovana zastojem u bilijarnom traktu,
- 3. hepatocelularna ili parenhimatozna žutica, uzrokovana poremećajem ekskretorne funkcije jetrenih stanica
- 4. funkcionalna žutica.

## Jetra životinja
Jetra je organ koji se nalazi kod svih kralježnjaka i obično je najveći visceralni organ. Oblik organ varira između vrsta i ponajviše je određen oblikom i rasporedom ostalih susjednih organa. Ipak kod većine životinja podijeljena je u lijevi i desni režanj. Iznimka su zmije, gdje je jetra duguljastog oblika poput cigare zbog oblika same životinje. Unutarnje strukture jetre su kod svih kralježnjaka vrlo slične.
Organ koji se katkada naziva jetra nalazimo kod probavnih sustava kopljača (lat. Amphioxus) koljena svitkovaca (lat. Chordata), iako je kod ovih vrsta funkcija organa žlijezda koja izlučuje enzime, dok metaboličke nema.
|  | Molimo pročitajte upozorenje o korištenju medicinskih informacija. Ne provodite liječenje bez savjetovanja s liječnikom! |